# Tritheledontidae
Los triteledóntidos (Tritheledontidae) son una familia extinta de cinodontes de tamaño pequeño-medio. Se parecían mucho a los mamíferos, y eran altamente especializados, aunque todavía conservaban algunos rasgos anatómicos reptilianos. Descendían de un terápsido eucinodonto basal, más o menos parecido a Cynognathus. La familia Tritheledontidae fue nombrada por el paleontólogo sudafricano Robert Broom en 1912. La familia es con frecuencia denominada erróneamente como "Trithelodontidae".
Eran principalmente carnívoros o insectívoros, aunque algunas especies podrían haber desarrollado rasgos omnívoros. Su esqueleto demuestra que tenían una estrecha relación con los mamíferos. Algunos científicos creen que o bien los triteledóntidos o bien sus parientes más próximos dieron origen a los mamíferos primitivos. Se desconoce por qué estos eucinodontes especializados se extinguieron, pero una posible explicación es que lo hicieran por una posible competencia con un grupo relacionado, los mamíferos. La mayoría de los mamíferos carnívoros vivieron durante el Jurásico y es posible que tuvieran a los triteledóntidos como presas.
Se han encontrado restos fósiles en Sudamérica y en Sudáfrica, lo que he indica que vivieron en un único supercontinente, Gondwana. Es posible que los Tritheledontidae tuvieran vibrisas, de acuerdo con el documental de la cadena PBS Your Inner Fish. Los ancestros comunes de los mamíferos terios los tenían. Es posible que el desarrollo del sistema nervioso en torno a las vibrisas jugara un papel importante en el desarrollo de los mamíferos posteriores.

## Géneros
- Riograndia (un triteledóntido primitivo)
- Subfamilia Thritheledontinae
  - Chalimia
  - Diarthrognathus
  - Elliotherium
  - Irajatherium
  - Pachygenelus
  - Trithelodon